# William H.
William H. (ou William H. Nutsack) est un réalisateur de films pornographiques qui travaille pour le studio Elegant Angel. Il a notamment réalisé les films Evalutionary et Performers of the Year 2010 qui lui ont valu l'AVN Award du meilleur réalisateur (Best Director - Non Feature) en 2010 et 2011.

## Distinctions
- 2010 : AVN Award Meilleur réalisateur - Film non scénarisé (Best Director - Non-Feature)[2] pour Evalutionary[3]
- 2010 : XRCO Award Best Director (Non-Features)[4]
- 2011 : XRCO Award Meilleur réalisateur - Films non scénarisés (Best Director - Non-Features)[5]
- 2011 : AVN Award Meilleur réalisateur - Film non-scénarisé (Best Director - Non-Feature) pour Performers of the Year 2010[6]
- 2012 : XRCO Award Meilleur réalisateur - Film non scénarisé (Best Director (Non-Features))[7]
- 2013 : XRCO Award Meilleur réalisateur - Film non scénarisé (Best Director (Non-Features))[8]

## Filmographie succincte
- Big Wet Asses 7 à 22 (2005-2012)
- Big Wet Tits 3 à 12 (2006-2013)
- Performers Of The Year 2009 (2009)
- Performers Of The Year 2010 (2010)
- Performers Of The Year 2011 (2010)
- Performers Of The Year 2012 (2011)
- Performers Of The Year 2013 (2012)
- Evalutionary (2009)